# Giorgio Cortenova
Giorgio Cortenova (Como, 1944 – Arco, 2013) è stato un critico d'arte e storico dell'arte italiano.

## Biografia, studi e carriera
Si laurea a Bologna, sotto la guida di Luciano Anceschi, con una tesi in Estetica e Filosofia Morale sulle Poetiche della nevrosi - da Van Gogh a Bacon.
A partire dal 1972, e per oltre dieci anni, è docente di Storia della Critica e di Storia dell'Arte Moderna e Contemporanea all'Accademia di Belle Arti di Bologna.
Per quasi trent'anni è direttore della Galleria d'arte moderna Achille Forti di Verona.
Scrive sulla terza pagina de Il Giorno di Milano e de Il Resto del Carlino di Bologna, per il quale è curatore responsabile della pagina culturale nell'edizione pomeridiana. Collabora con alcune riviste specializzate come Flash Art, D'Ars, Nac, Alpha Beta, Kunstforum International, Segno, Art e Dossier, Gala e, dal 2008 al 2010, con il Corriere della Sera.

## Gli esordi come critico militante
Inizia il suo percorso di critico militante nel clima ideologico degli anni Settanta curando una serie di mostre 'intertendenziali' (Un futuro possibile. Nuova pittura, 1973; Grado Zero, 1974; Empirica: l'arte tra addizione e sottrazione, 1975; Schijnbare Tegenstellingen/La contraddizione apparente, 1977) che prendono in esame quell'intensa stagione artistica che si muove tra nuova pittura, arte concettuale, minimalismo, pittura hard edge e narrative art, ricercando le ragioni storiche di una certa operatività e il territorio ideologico e sociologico in cui essa si è sviluppata a livello internazionale. Si tratta di un vasto e diversificato panorama di poetiche che, a suo avviso, condividono l'urgenza di lasciarsi alle spalle l'orizzonte 'pop' della celebrazione-esorcizzazione dell'oggetto consumistico, così come il vecchio sistema romantico degli idealismi, alla ricerca di un 'futuro possibile'. Un futuro che si configura nei termini di una strategia di restituzione dell'arte a se stessa, ai suoi valori empirici: "l'arte diventa una prassi totale, in cui avviene la coincidenza del fare e del concepire". Alla base di questa strategia vi è una grammatica di sottrazione, di azzeramento, che insegue una forma 'prosciugata', ridotta all'essenza di sé (giungendo nell'arte concettuale alle estreme conseguenze di un ritiro dalla fisicità) ma capace di esprimere, proprio in forza di questa riduzione, il massimo della propria energia.
Il fare pittura - che intorno al 1973 veniva teorizzato da Cortenova nelle pratiche primarie del "togliere, del mettere e del sovrapporre" - realizza se stesso nella coincidenza con il progettare e quest'ultimo viene stimolato dal processo operativo, il cui grado deve rimanere minimo e controllato.
Tra le esposizioni che, più di altre, segnano un'importante riflessione metodologica ed estetica vi è Marta & Maria (1977), dove il titolo allude alla coppia dialogica dell'"attivo" e del "contemplativo": da un lato vi è l'operatività quotidiana e la fattualità dell'arte, dall'altro la riflessione mentale e la concettualità pura che ne sono la premessa. I due elementi convivono, pur nella diversità, in una necessaria e vivificante fusione dove "la purezza della prassi e del cogito si avvale sempre dell'altro", rinforzandolo e alimentandolo. La dialettica tra elementi antitetici ritorna in occasione della rassegna L'estetico e il Selvaggio (1979) in cui la dicotomia, solo apparente, si gioca sulle categorie dell'"apollineo" e del "dionisiaco": su un'idea di arte come assenza, negazione, silenzio e di un'altra come presenza vitale, ebbrezza, impulso. Entrambe però si muovono in uno spazio fluido, obliquo, contraddittorio, dove finiscono paradossalmente per rispecchiarsi, rimandando l'una all'altra come il giorno alla notte. 
Il tema dell'inafferrabilità dell'arte nella pluralità dei suoi significati è ribadito in Murmuria. La metafora del muro (1978). Il catalogo di questa esposizione, tenutasi presso lo Studio Ennesse di Milano, non è costituito da un testo scritto, ma da tre audiocassette in cui sono presentate sei diverse letture critiche della mostra. Un'operazione attraverso la quale lo studioso sottolinea che fare critica significa verificare, ripensare, rielaborare all'infinito le prospettive teoriche di partenza, così come le valutazioni conclusive, poiché nessuna interpretazione può essere statica o assoluta e nessuna progettualità può essere codificata una volta per tutte. Molte di queste tematiche saranno poi sviluppate in occasione di rassegne quali Astratta (1988), Quei problematici anni Settanta (1989), Sol LeWitt (1998), La percezione dello spazio (2001).

## La direzione di Palazzo Forti (1986-2008) e la ricerca sulla modernità
Nel 1982 Giorgio Cortenova viene chiamato a Verona come consulente della civica Galleria d'Arte Moderna Palazzo Forti, di cui diventa direttore di ruolo nel 1986. Da allora e fino al 2008 - anno in cui si chiude il suo incarico dopo Il Settimo Splendore. La modernità della malinconia - dà vita ad una ricchissima attività espositiva ideando e curando, da autentico precursore, una sequenza straordinaria di mostre. In un tempo in cui, anche all'interno delle università, si andava ripensando il ruolo dello storico dell'arte come "conservatore", Cortenova infondeva al ruolo di direttore museale un nuovo vigore. Non soltanto conservatore, ma piuttosto storico dell'arte pronto ad approfondire e a riesaminare la storia della modernità alla luce di un confronto continuo con le diverse epoche storiche.
Attraverso le esposizioni di carattere storico - dalle antologiche sui grandi protagonisti dell'arte tra '800 e '900 (tra cui Paul Klee, Wassily Kandinsky, René Magritte, Pablo Picasso, Amedeo Modigliani, Kasimir Malevich, Edvard Munch), a quelle dedicate ai movimenti del XX secolo (Espressionismo, Surrealismo spagnolo, Dadaismo, Spiritualismo russo, ecc.), alle rassegne tematiche (Da Cezanne all'arte astratta, La creazione ansiosa, Il Settimo Splendore) - sviluppa il suo "progetto di verifica della modernità" inteso ad indagare i "luoghi" e le "forme" in cui di volta in volta essa si è manifestata, le continuità e le discontinuità che ne hanno caratterizzato il profilo, i sentieri instabili e contraddittori su cui ha "viaggiato", fino a lambire la contemporaneità. 
Questa ricerca è oggetto di un particolare approfondimento in occasione della mostra La nascita della modernità. L'Universo delle Arti a Monaco dalla Secessione alle Avanguardie 1896/1914 (1996). L'ipotesi critica di Cortenova è che le avanguardie non posseggano l'esclusiva della modernità, poiché essa di fatto coincide con la consapevolezza del naufragio degli ideali ottocenteschi, con la coscienza di quel cortocircuito che si era creato, sul crinale tra i due secoli, tra l'io e il mondo, non con il suo superamento. "Le avanguardie rappresentarono piuttosto una possibile piattaforma di rifondazione del linguaggio e nello stesso tempo, del linguaggio, furono l'allarme e lo sterminio". Quella compiuta dalle avanguardie sarebbe semmai una manovra di salvataggio da quel naufragio del pensiero e del linguaggio, incapaci di comprendere e di rappresentare il reale: "il più formidabile tentativo di riagganciare il linguaggio alla totalità espressiva dell'archetipo, al grado zero in cui tutto è prefigurato, in cui il segno coincide con la vita del segno".
Un ulteriore, importante focus della riflessione di Cortenova sulla modernità riguarda il trasferimento del suo baricentro dall'area francese a quella mitteleuropea, tra Monaco e Vienna, dove più acuta appariva la crisi dei valori: "Di fatto la modernità nasce in rivolta contro una cultura naturalista e rappresentativa, in rivolta contro la tradizione retinica delle arti appunto visive. In rivolta contro la solarità stessa della straordinaria cultura ottocentesca francese. Il viaggio della modernità è interiore, il suo è l'occhio orbato del veggente rispetto alle forme tangibili del mondo e rivolto invece ai luoghi oscuri dell'animo".
Sul fronte dell'arte contemporanea cura, a Palazzo Forti, una serie di mostre sui protagonisti, i movimenti e le tendenze dell'arte italiana del secondo dopoguerra, da Lucio Fontana a  Tancredi, da Renato Birolli a Concetto Pozzati, da Leoncillo a Domenico Gnoli, da Le scuole romane. Sviluppi e continuità a Forma 1. Parallelamente dà voce al territorio dedicando un nutrito ciclo di rassegne, dal titolo Verona/Perlustrazioni non stop, agli artisti contemporanei.
Un altro versante in cui, nelle vesti di direttore di un'istituzione pubblica, incide profondamente è quello della creazione ex novo di un comparto del contemporaneo all'interno della collezione. Attraverso una politica di acquisizioni, donazioni e depositi, che dimostra una sensibilità per le campionature emergenti, ma già consolidate nel panorama nazionale ed internazionale, arricchisce il patrimonio civico con nuove opere che attestano le tendenze e i linguaggi più aggiornati e attuali. Questi lavori entrano via via nell'orbita del museo durante l'operatività, le ricerche e gli studi propedeutici alla realizzazione delle varie mostre. Intervenendo, nel 2003, ad una conferenza presso l'Accademia di San Luca a Roma Cortenova pone un quesito: "In che senso è importante questo stretto contatto tra programmi espositivi temporanei e l'incremento della collezione?" Egli pensa che "quanto più si potranno acquisire nuovi lavori in vista e/o in conseguenza della ricerca culturale esemplificata nelle mostre, tanto più alto ed evidente sarà il valore metodologico e progettuale delle stesse; e viceversa, naturalmente. Se le mostre temporanee non costituiscono semplici occasioni espositive, ma la testimonianza e i pilastri di un lavoro in atto, le acquisizioni, a queste strettamente collegate, non saranno occasionali ma profondamente motivate".
Negli anni tra il 1998 e il 2000 dedica una serie di esposizioni-omaggio ai vincitori delle tre edizioni del Premio Koinè-Seat per l'arte, un riconoscimento internazionale multidisciplinare da lui ideato, con la collaborazione di giurie prestigiose (Renato Barilli, Omar Calabrese, Maria De Corral, Helmut Friedel, Lorand Hegyi, Franco Purini, Philip Rylands, Norman Rosenthal, Toni Stooss, ed altri).
Per quanto riguarda invece la collezione storica della Galleria veronese - un patrimonio che abbraccia un arco temporale che va dagli inizi dell'Ottocento fino alla seconda metà del Novecento - egli sviluppa sin dagli inizi un programma di valorizzazione, studio, conservazione e catalogazione delle opere, esponendole in dialogo con i lavori contemporanei e privilegiando una lettura critica trasversale che raccorda passato e presente con uno sguardo rivolto verso il futuro.
Vi è infine il tema dell'accessibilità dell'arte. Cortenova mette da subito al centro dei suoi interessi di direttore il pubblico e, con grande lungimiranza, predispone le strategie di comunicazione atte a fidelizzarlo. Della cultura ha una concezione democratica e non elitaria; è tra i primi in Italia a dar vita ad una sezione didattica (nel lontano 1987) che crea al fine di rendere fruibili ai visitatori i contenuti delle sue proposte espositive, con una particolare attenzione ai bambini e ai ragazzi delle scuole. Il museo è inteso come luogo privilegiato di formazione che, attraverso lo sviluppo di una sensibilità nei confronti delle arti visive, contribuisce ad aprire gli animi al senso critico e alla bellezza. Allo stesso scopo promuove occasioni di confronto e approfondimento, organizzando incontri e conferenze, ma anche performance artistiche e teatrali, esibizioni di danza e musica, nei cortili o nelle sale del museo che, grazie alla risposta di un pubblico ricettivo e sensibile, diventa luogo inclusivo di crescita sociale e culturale.

## L'arte. Un viaggio senza tempo
L'arte, per Cortenova, rappresenta un valore assoluto, universale, vive nel tempo, viaggia nella storia, ma va oltre il tempo e la storia: "Sarebbe sciocco affermare che l'arte 'avanza'. Non è mai avanzata. Essa da sempre muta nei ritmi e nei modi, si cela nei linguaggi apparentemente più semplici, esplode in quelli più complessi, affascina, respinge, scandalizza, esaspera. È insomma l'arte: forse un anatema, forse una condanna ma sempre e comunque un inestimabile valore di sensibilità e di veggenza. Un surplus di tutto ciò. La gravidanza del grande Nulla che per estremo paradosso riempie e satura il mondo con tutto ciò che ci circonda. Una formica nera, in una notte nera, sopra una pietra nera. Ma la si può vedere".

## Pubblicazioni
- Un futuro possibile. Nuova pittura (Ferrara, Palazzo dei Diamanti, 16 settembre - 14 ottobre 1973 e Imola, Rocca Sforzesca, 28 ottobre - 18 novembre 1973), Ed. Siaca, Cento, 1973
- Tempi di percezione (Krefeld, Galerie Merian, 25 gennaio - 4 marzo 1974), Galerie Merian Edition, Krefeld, 1974
- Grado Zero (Milano e Düsseldorf, Galleria La Bertesca, settembre 1974 - febbraio 1975)
- Empirica: l'arte tra addizione e sottrazione (Comune di Rimini, Quartiere fieristico, 18 maggio - 25 giugno 1975 e Verona, Museo di Castelvecchio, 18 luglio – 30 agosto 1975), Ripalta, Milano, 1975
- La gestione del colore (Roma, Studio Arco d'Alibert, marzo - aprile 1976), in “Arte e Critica”, n. 85, primavera-estate 2016, Roma, pp. 60-67
- Marta & Maria (Firenze, Galleria Spagnoli e Ferrara, Palazzo dei Diamanti, 8 maggio - 19 giugno 1977), Ed. Renzo Spagnoli, Firenze, 1977
- Schijnbare Tegenstellingen / La contraddizione apparente (Rotterdam, Museum Boymans van Beuningen, 9 dicembre 1977 - 15 gennaio 1978), Ed. Boymans van Beuningen, Rotterdam, 1977
- La creazione volgeva alla fine. «Antropologia» come Arte delle Cose (Genova, Galleria Unimedia, 1978), Ed. Unimedia, Genova, 1978
- Murmuria. La metafora del muro, (Milano, Studio Ennesse, 1978)
- L'estetico e il selvaggio (Modena, Galleria Civica, 19 maggio - 1º luglio 1979), Ed. Comune di Modena, 1979
- Il neo di Venere. Sotto i veli del linguaggio  (Legnano, Centro Cantoni – Associazione artistica, giugno - luglio 1980), Ed. Centro Cantoni, Legnano, 1980
- The soft land/ Il soffice paese. La new flânerie degli anni 80 (Ortona, Palazzo Farnese, 9 maggio - 15 luglio 1981), Ed. Comune di Ortona, 1981
- Un profilo di Giuseppe Capogrossi in trenta lavori (Verona, Palazzo Forti, 8 giugno - 15 settembre 1982), Bianca & Volta, Bologna, 1982
- Alessandro Mendini. Casa per Giulietta (Verona, Casa di Giulietta, 8 giugno - 30 settembre 1982), Bianca & Volta, Bologna, 1982
- Domenico Gnoli. Antologica (Verona, Palazzo Forti, 13 novembre 1982 - 20 gennaio 1983), Electa, Milano, 1982
- Modernitat - Modernità. Baselitz - Disler - Koberling - Middendorf - Penck – Zimmer (Genova, Galleria Chisel, 1983), Ed. Chisel, Genova, 1983
- Enrico Baj (Verona, Palazzo Forti, 1º giugno - 30 settembre 1983), Ed. Comune di Verona, Verona, 1983
- Claudio Cintoli. Antologica (Verona, Palazzo Forti, 18 febbraio - 30 marzo 1984), Arsenale Editrice, Venezia, 1984
- Leoncillo. La metafora della materia (Verona, Palazzo Forti, 1º luglio - 31 agosto 1985), Mazzotta, Milano, 1985, ISBN 978-88-202-0627-7
- Concetto Pozzati. Il furto del linguaggio (Verona, Palazzo Forti, 16 maggio - 18 giugno 1986), Mazzotta, Milano, 1986, ISBN 88-202-0671-4
- Degas scultore (Firenze, Palazzo Strozzi, 16 aprile - 15 giugno 1986 e Verona, Palazzo Forti, 27 giugno - 7 settembre 1986), a cura di G. Cortenova con E. Camesasca, Mazzotta, Milano, 1986, ISBN 88-202-0665-X
- La secessione astratta degli anni '80. Tra arcaicità e costruzione (Umbertide, Chiostro di San Francesco, 13 settembre - 30 ottobre 1986), Mazzotta, Milano, 1986, ISBN 88-202-0712-5
- Ennio Finzi. 42 opere inedite 1950-1955 (Verona, Palazzo Forti, 14 marzo - 16 giugno 1987), a cura di G. Cortenova con T. Toniato, Mazzotta, Milano, 1987, ISBN 88-202-0739-7
- Tancredi. 92 opere inedite 1950 - 1955 (Verona, Palazzo Forti, 14 marzo - 16 maggio 1987), a cura di G. Cortenova con T. Toniato, Mazzotta, Milano, 1987, ISBN 88-202-0738-9
- Da Manet a Toulouse Lautrec, (Verona, Palazzo Forti, 4 luglio - 27 settembre 1987), a cura di G. Cortenova con P. M. Bardi, P. Biscottini, E. Camesasca, G.A. Dell'Acqua, G. Giubbini, Mazzotta, Milano, 1987, ISBN 88-202-0781-8
- Renato Guttuso. 50 anni di pittura (Verona, Palazzo Forti, 29 luglio - 15 ottobre 1987), a cura di G. Cortenova con E. Mascelloni, Mazzotta, Milano, 1987, ISBN 88-202-0799-0
- Astratta. Secessioni astratte in Italia dal dopoguerra al 1990 (Verona, Palazzo Forti, 23 gennaio - 15 marzo 1988), a cura di G. Cortenova con F. Menna, Mazzotta, Milano, 1988, ISBN 978-88-202-0831-8
- Modigliani a Montparnasse (Verona, Palazzo Forti, 14 luglio - 30 ottobre 1988), a cura di G. Cortenova con O. Patani, Mondadori, Milano - De Luca, Roma, 1988.
- Quei problematici anni Settanta: dalle premesse alle conseguenze. Alcuni protagonisti della pittura e della scultura (Roma, Galleria dei Banchi Nuovi, 1989), De Luca, Roma, 1989, ISBN 88-7813-261-6
- Corrado Cagli. Antologica (Verona, Palazzo Forti, 21 aprile - 18 giugno 1989), De Luca, Roma, 1989, ISBN 88-7813-200-4
- Da Van Gogh a Schiele: L'Europa espressionista 1880 - 1918 (Verona, Palazzo Forti, 7 luglio – 10 ottobre 1989), Mazzotta, Milano, 1989, ISBN 88-202-0894-6
- Vasco Bendini. Antologica (Verona, Palazzo Forti, 8 dicembre 1989 - 31 gennaio 1990), a cura di G. Cortenova con M. Calvesi, Mazzotta, Milano, 1989
- Picasso in Italia (Verona, Palazzo Forti e Palazzo della Gran Guardia, 7 giugno - 9 settembre 1990), a cura di G. Cortenova con J. Leymarie, Mazzotta, Milano, 1990, ISBN 88-202-0953-5
- Paolo Cotani. La costanza della visione (Verona, Palazzo Forti, 10 dicembre 1990 - 10 febbraio 1991), a cura di G. Cortenova con R. Pasini, Mazzotta, Milano, 1990, ISBN 978-88-202-0979-7
- Picasso. La vita e l'opera, Idealibri, Milano, 1991, ISBN 88-7082-213-3
- Da Magritte a Magritte (Verona, Palazzo Forti, 6 luglio - 20 ottobre 1991), a cura di G. Cortenova con C. Herscovici, Mazzotta, Milano, 1991, ISBN 88-202-0999-3
- Da Cézanne all'arte astratta. Omaggio a Lionello Venturi (Verona, Palazzo Forti, 1º marzo 1992 - 30 aprile 1992), a cura di G. Cortenova con R. Lambarelli, Mazzotta, Milano, 1992, ISBN 88-202-1028-2
- Paul Klee (Verona, Palazzo Forti, 4 luglio - 2 novembre 1992), Mazzotta, Milano, 1992, ISBN 88-202-1041-X
- Vassilij Kandinskij (Verona, Palazzo Forti, 10 luglio - 14 novembre 1993), Mazzotta, Milano, 1993, ISBN 88-202-1074-6
- Henri de Toulouse Lautrec (Verona, Palazzo Forti, 16 luglio - 20 novembre 1994), Mazzotta, Milano, 1994, ISBN 88-202-1099-1
- Forma 1 (Verona, Palazzo Forti, 1º dicembre 1994 - 28 febbraio 1995), Ed. Palazzo Forti, Verona, 1994
- Roberto Ciaccio. Tra presenza e assenza: tracce (Verona, Palazzo Forti, 18 marzo - 14 maggio 1995), a cura di G. Cortenova con P. Bellasi, Mazzotta, Milano, 1995, ISBN 88-202-1122-X
- Dalì, Mirò, Picasso e il Surrealismo spagnolo (Verona, Palazzo Forti, 29 luglio - 22 ottobre 1995), a cura di G. Cortenova con L. Garcia de Carpi e J. Alix Trueba, Skira, Milano, 1995, ISBN 88-8118-026-X
- La nascita della modernità. L'Universo delle Arti a Monaco dalla Secessione alle Avanguardie 1896/1914 (Verona, Palazzo Forti, 5 luglio - 3 novembre 1996), a cura di G. Cortenova con H. Hottomeyer e J. Waibel, Ed. di Palazzo Forti, Verona, 1996
- Dadaismo Dadaismi da Duchamp a Warhol (Verona, Palazzo Forti, 18 luglio - 9 novembre 1997), Electa, Milano, 1997, ISBN 978-88-435-6245-2
- Pio Semeghini  (Verona, Palazzo Forti, 7 febbraio - 13 aprile 1998), a cura di G. Cortenova con F. Butturini, Electa, Milano, 1998, ISBN 88-435-6434-X
- Sol LeWitt (Verona, Palazzo Forti, 10 luglio - 13 settembre 1998), Skira, Milano, 1998, ISBN 88-8118-434-6
- Jaume Plensa (Verona, Palazzo Forti, 10 luglio - 13 settembre 1998), Skira, Milano, 1998, ISBN 88-8118-433-8
- Giovanni Fattori (Verona, Palazzo Forti, 10 ottobre 1998 - 31 gennaio 1999), a cura di G. Cortenova con A. Baboni, Electa, Milano, 1998, ISBN 88-435-6765-9
- Antonio Violetta (Verona, Palazzo Forti, 13 marzo - 30 maggio 1999), Electa, Milano, 1999, ISBN 88-435-6960-0
- Collezione Giorgio Franchetti (Verona, Palazzo Forti, 12 giugno - 22 agosto 1999), a cura di G. Cortenova con R. Lambarelli, Electa, Milano, 1999, ISBN 88-435-7151-6
- Collezione d'Arte Contemporanea Fundaciò “La Caixa” (Verona, Palazzo Forti, 12 giugno - 22 agosto 1999), a cura di G. Cortenova con R. Lambarelli, Electa, Milano, 1999, ISBN 88-435-7150-8
- Tony Oursler (Verona, Palazzo Forti, 12 giugno - 22 agosto 1999), a cura di G. Cortenova con R. Lambarelli, Electa, Milano, 1999, ISBN 88-435-7149-4
- Kandinskij, Chagall, Malevich e lo spiritualismo russo (Verona, Palazzo Forti, 11 settembre 1999 - 15 gennaio 2000), a cura di G. Cortenova con E. Petrova, Electa, Milano, 1999, ISBN 88-435-7067-6
- Kazimir Malevich e le sacre icone russe. Avanguardia e tradizioni (Verona, Palazzo Forti, 6 luglio - 5 novembre 2000), a cura di G. Cortenova con E. Petrova, Electa, Milano, 2000, ISBN 88-435-7616-X
- Pablo Picasso. La vita e l'opera, 2. ed., Mondadori, Milano, 2001
- La Percezione dello Spazio: Arte Minimal della Collezione Panza dal Guggenheim di New York (Verona, Palazzo della Gran Guardia, 29 giugno - 18 novembre 2001) a cura di G. Cortenova con G. Panza di Biumo, Electa, Milano, 2001, ISBN 88-435-9610-1
- Giulio Paolini. Premio internazionale Koinè 2000 alla carriera (Verona, Palazzo Forti, 15 settembre 2001- 6 gennaio 2002), Electa, Milano, 2001, ISBN 88-435-9663-2
- Edvard Munch. L'io e gli altri (Verona, Palazzo Forti, 15 settembre 2001 - 6 gennaio 2002), a cura di G. Cortenova con A. Eggum, Electa, Milano, 2001, ISBN 88-435-9563-6
- Dal Naufragio … e Ritorno. L'arte negli anni delle ideologie, Giampaolo Prearo Editore, Milano, 2002, ISBN 88-7348-026-8
- Wladimiro Tulli. Lirismi alchemici (Verona, Palazzo Forti, 22 febbraio - 25 maggio 2003), a cura di G. Cortenova con P. Nuzzo, Marsilio, Venezia, 2003, ISBN 88-317-8262-2
- La creazione ansiosa. Da Picasso a Bacon (Verona, Palazzo Forti, 13 settembre 2003 - 11 gennaio 2004), Marsilio, Venezia, 2003, ISBN 88-317-8291-6
- Kandinsky e l'anima russa (Verona, Palazzo Forti, 16 ottobre 2004 - 30 gennaio 2005), a cura di G. Cortenova con J. Kiblitsky e E. Petrova, Marsilio, Venezia, 2004, ISBN 978-88-3178-534-1
- Giorgio Olivieri. Sull'orlo della luce (Verona, Palazzo Forti, 12 marzo - 12 giugno 2005), Marsilio, Venezia, 2005, ISBN 88-317-8688-1
- Alik Cavaliere. Racconto mito magia (Verona, Palazzo Forti, 16 ottobre 2005 - 29 gennaio 2006), Marsilio, Venezia, 2005, ISBN 88-317-8810-8
- Il Settimo Splendore. La modernità della malinconia (Verona, Palazzo della Ragione, 25 marzo - 29 luglio 2007), Marsilio, Venezia, 2007, ISBN 978-88-3179-210-3
- Roberto Barni. Fermi tutti pittura e scultura (Verona, Palazzo Forti, 21 giugno - 9 novembre 2008), a cura di G. Cortenova con P. Nuzzo, Marsilio, Venezia, 2008, ISBN 978-88-3179-588-3
- La formica nera. L'arte e la sua storia dalle Origini al primo Rinascimento, Academia Universa Press, Loreto, 2015, ISBN 978-88-317-9588-3